# كين بف
كين بف (بالإنجليزية: Ken Pugh)‏ هو عالم نفس وعالم أعصاب أمريكي، ولد في عقد 1950.